# المساعدات الإنسانية خلال حرب لبنان 2006
المساعدات الإنسانية خلال حرب لبنان لعام 2006 تشير إلى الجهود الدولية للمساعدة المدنية خلال حرب لبنان 2006.

## إجلاء الرعايا الأجانب
على الرغم من تاريخ لبنان من الصراع فجأة فإن الصراع الأخير استغرق العديد من الحكومات على حين غرة. إن إستراتيجية الحصار الإسرائيلية بما في ذلك الموانئ البحرية ومطار بيروت والطرق والجسور الرئيسية تعني أن طرق الهروب المتوقعة غير متوفرة. حدود لبنان تقتصر على إسرائيل وسوريا. وفقا لما ذكره متحدث باسم المفوضية العليا البريطانية في جمهورية قبرص حصلت كل من فرنسا والولايات المتحدة على إذن من البريطانيين لاستخدام مرافق مناطق القاعدة السيادية البريطانية التي تضم سلاح الجو الملكي في أكروتيري.
أجلت معظم البلدان رعاياها عن طريق البحر والجو عبر جمهورية قبرص وتركيا أو بالحافلة عبر سوريا.
فيما يلي قائمة مختصرة بعدد الرعايا الأجانب في لبنان خلال الحرب:
- سريلانكا: 80,000
- كندا: 50,000 (11,000 إجلاء، 11,000 منزل، 8 قتلى)
- الفلبين: 30,000 (2,629 منزل، 65 في سوريا، 2 قتلى)
- أستراليا: 25 ألف
- الولايات المتحدة: 25,000 تم إجلاء أكثر من 15,000 شخص في عام 2006. نفى حوالي 30 من الذين تم إجلاؤهم العودة إلى الولايات المتحدة مما أدى إلى احتجاجات خارج السفارة الأمريكية في قبرص.
- المملكة المتحدة: 22000 (10000 شخص يحملون جنسية مزدوجة)
- فرنسا: 20 ألفا
- بنغلاديش: 20,000
- مصر: 15,000 (1200 لاجئ)
- الهند: 12,000
- السويد: 7000 (7000 إجلاء)
- الدنمارك: 4100
- النيبال: 4000 (تدعي الحكومة النيبالية أن مواطنيها آمنون من الأذى)
- فنزويلا: حوالي 4000
- ألمانيا: 2,600
- اليونان: 2500-5000
- روسيا: 1500 (250 إجلاء)
- رومانيا: 1,200 (أكثر من 400 دخلوا سوريا بشكل فردي و 651 آخرين تم إجلائهم من قبل السلطات اعتبارا من 21 يوليو)
- أرمينيا: 1200 (730 تم إجلائهم من لبنان وإسرائيل وتم منح العشرات من الأرمن اللبنانيين حق اللجوء)
- أوكرانيا: 1200 (379 إجلاء، 1 قتل)
- بولندا: 329 (تم إجلاء جميعهم)
- مولدوفا: 240 (150 إجلاء)
- المكسيك: 216 التي ترغب في إجلائها
- بلغاريا: 207 التي ترغب في إجلائهم وأكثر من 100 في سوريا بالفعل وفي طريق عودتهم إلى ديارهم
- إيران: 200 إجلاء
- ايرلندا: 161 تم إجلاءهم بالفعل. 17 يعملون كأفراد في قوات الدفاع الأيرلندية حاليا في الشرق الأوسط
- قبرص: 102 تم إجلاؤهم
- كرواتيا: 58 تم اجلاءها بالفعل
- سلوفاكيا: تم إجلاء 56 شخصا
- بيرو: حوالي 50 حالة اندلعت فيها الأزمة وأجلت القوات الجوية التشيلية 4 منها حتى الآن. تشمل خطط الإخلاء طريقا عبر سوريا وبذل جهود متضافرة تشمل إسبانيا وحلفاء أمريكا اللاتينية
- كازاخستان: 31 تم إجلاؤهم بالفعل و8 منهم لا يزالون في لبنان
- ماليزيا: 10 إجلاء

ملاحظة: هذه قائمة غير شاملة.

### أرمينيا
قال فلاديمير كارابيتيان المتحدث باسم وزارة الخارجية الأرمينية أن «عشرات العشرات من المواطنين الأرمن موجودون حاليا في لبنان» وأن «الهدف الرئيسي للسفارة الأرمينية في بيروت هو تأمين المواطنين الأرمن حيث تتخذ السفارة الأرمنية في لبنان جميع التدابير لإجلاء المواطنين الأرمن». قال كارابيتيان أنه «يجب نقلهم إلى حلب بسوريا ثم إلى أرمينيا». تم إجلاء أكثر من 600 مواطن أرمني إلى أرمينيا من لبنان وإسرائيل عبر مطار حلب الدولي منذ بداية الأزمة وفقا لمسئولي يريفان. كما تم إجلاء عشرات الأرمن اللبنانيين. تقدر وزارة الخارجية أن هناك حوالي 1200 مواطن أرمني يقيمون في لبنان قبل بدء الأزمة قبل أسبوع على الأقل. في 17 يوليو أعلنت الحكومة الأرمينية أنها مستعدة لمنح اللجوء لأي لبناني بغض النظر عن أصلهم العرقي. قال نائب وزير الخارجية جيغام غاريبجانيان: «لحسن الحظ فإن توقعاتنا أثبتت صحتها ولم يكن هناك تدفق هائل [للأجانب الذين تم إجلاؤهم من لبنان]» على الرغم من أن بعثاتنا الدبلوماسية مستعدة للمساعدة على إجلاء المزيد من الناس.

### أستراليا
قامت ثلاثة حافلات بإجلاء 86 أسترالي من لبنان يوم 17 يوليو بعد أن تفاوض مسئولو الحكومة الأسترالية على المرور الآمن لهم مع الحكومة الإسرائيلية. يقدر أن المجتمع الأسترالي اللبناني في لبنان يبلغ 25,000 شخص. بحلول 17 يوليو كان 4600 مواطن أسترالي مسجلين لدى السفارة الأسترالية في بيروت.
رفضت إسرائيل طلب الحكومة الأسترالية بوقف إطلاق النار القصير في جنوب لبنان للسماح للأفراد الأستراليين المحاصرين وغيرهم من المواطنين الأجانب بالهرب.
على الرغم من ذلك كان من المقرر أن تقوم سفينة استأجرتها الحكومة الأسترالية بإجلاء حوالي 300 أسترالي في 19 يوليو إلى ميناء مرسين في جنوب تركيا ولكن هذه المحاولة تم إجهاضها عندما تبين أن السفينة كانت قد حجزت مرتين. كانت السفينة الثانية التي استأجرتها الحكومة الكندية قد ضمت 100 أسترالي إضافي وتجري مفاوضات لإنقاذ سفينة إنقاذ ثالثة في بيروت بحلول 21 يوليو. قامت سفينة تابعة للبحرية اليونانية بإجلاء مئة آخرين حتى 21 يوليو ست سفن استأجرتها الحكومة الأسترالية في طريقها إلى لبنان. سوف يصلون يوم 22 يوليو.
تعرضت الحكومة الأسترالية لانتقادات شديدة من قبل الطائفة العرقية اللبنانية في أستراليا وغيرها بسبب ردها البطيء وغير الكافي على دعم وإجلاء مواطنيها في لبنان. تم إجلاء 2500 مواطن أسترالي من لبنان معظمهم عبر قبرص.

### البرازيل
يجري إجلاء البرازيليين بالحافلة إلى مدينة أضنة في تركيا حيث تستخدم طائرة بوينغ 707 المعروفة شعبيا باسم «سوكاتاو» (التي كانت الطائرة الرئاسية السابقة) التابعة للقوات الجوية البرازيلية لإعادة أولئك الذين يفعلون ليس لديهم وسائلهم الخاصة للعودة إلى البرازيل. للباصات علم برازيلي كبير على قمتها لتجنب إطلاق النار من قبل القوات الإسرائيلية.
في 17 يوليو غادرت مجموعة من 122 برازيليا بيروت على متن 3 حافلات باتجاه أضنة حيث كان سوكاتاو ينتظر نقلهم إلى البرازيل وهم يذهبون إلى ريسيفي وغوارولوس وريو دي جانيرو. بعد توقف في الجزائر العاصمة وصلت في 18 يوليو في ريسيفي حيث لم ينزل أي من الركاب 98 (بما في ذلك 85 برازيلي و 5 أرجنتينيون). ثم وصلت في وقت لاحق إلى قاعدة إيريا دي ساو باولو في غوارولهوس.
في 21 يوليو غادرت حافلة تقل 52 برازيليا بيروت إلى أضنة وكان ركابها رحلاتهم الخاصة وبالتالي لم تكن بحاجة إلى مساعدة من سلاح الجو البرازيلي. حافلة أخرى مع 45 برازيليا غادرت من دمشق.
في 23 يوليو غادرت حافلتان أخريان مع 85 برازيليا دمشق إلى أضنة.
في 24 يوليو وصلت سوكاتاو مرة أخرى إلى ريسيفي ليحضر أكثر من 90 راكبا من منطقة النزاع.
في 24 يوليو غادرت عشرة حافلات تضم 305 برازيليين سهل البقاع إلى دمشق.
في 24 يوليو أيضا استقل 73 برازيليا سفينة كندية متجهة إلى تركيا.
في 25 يوليو وصلت رحلة ثالثة للقوات الجوية البرازيلية مع 80 راكبا إلى ريسيفي.
كانت هناك رحلات جوية أخرى (حتى 25 يوليو) مخططة وبعضها من أجل سوكاتاو وبعض طائرات خطوط تام الجوية. كما أن عشرة حافلات أخرى ستغادر سهل البقاع إلى دمشق حيث لم تنقل فقط البرازيليين ولكن أيضا الكنديين والأرجنتينيين والباراجوايين.

### كندا
قامت كندا التي فقدت ثمانية مواطنين وجندي واحد من جنود اليونيفيل في غارات جوية لجيش الدفاع الإسرائيلي بتأجير سبع سفن وبدأت في إجلاء حوالي 20000 كندي في لبنان إلى قبرص في 20 يوليو. حتى 18 يوليو سجل نحو 30 ألف مواطن لدى السفارة الكندية في بيروت. كانت المعارضة البرلمانية وأسر الضحايا وغيرهم في كندا تنتقد وقت استجابة الحكومة واستخدام التسجيل عبر الإنترنت للأشخاص الذين تم إجلاؤهم. حصل ما لا يقل عن 100 كندي على مرور بالسفن التي استأجرتها دول أخرى بما في ذلك فرنسا والمملكة المتحدة. قدم جاك شيراك رئيس فرنسا وجان شاريست رئيس وزراء كيبيك مساعدة فرنسا في ترحيل الكنديين.
كان رئيس الوزراء الكندي ستيفن هاربر الذي التقى بالرئيس الفرنسي جاك شيراك في باريس سافر إلى قبرص في 19 يوليو الماضي للسماح ل 87 كندي بالعودة إلى كندا في ما وصفه بأنه العمل الصحيح. رافقه إلى قبرص فقط موظفوه الأساسيون: حراسه الشخصيون ومساعدو الاتصالات ومنظمه اللوجستي ومدير الرحلات وطبيبه ومصوره الرسمي. تطورت الصعوبات اللوجستية بعد أن قررت الحكومة إخلاء لبنان من الكنديين إلى تركيا وطلبت من البريطانيين أن يقوموا بترحيل 120 كندي إلى قبرص لمقابلة رئيس الوزراء إلا أن 20 شخص فقط استقلوا السفينة البريطانية. جلب قارب استأجرته الحكومة الكندية للكنديين ولكن تأخر لعدة أسباب.

### فرنسا
أرسلت فرنسا عبارة من قبرص لإخلاء رعاياها مع ما يصل إلى ثلث الركاب المسموح لهم بأن يكونوا رعايا دول أخرى بما في ذلك أوروبا والولايات المتحدة.

### اليونان
تم إرسال فرقاطتين من البحرية اليونانية وطائرة نقل من طراز سي -130 تابعة للقوات الجوية اليونانية وعدد من قوارب العبارات اليونانية إلى لبنان. أجلوا ما بين 2500 و 5000 مواطن يوناني فضلا عن أعداد كبيرة من مواطني الاتحاد الأوروبي والولايات المتحدة ودول غربية أخرى. تم إرسال أولئك الذين تم نقلهم بالعبارة إلى قبرص حيث استقلوا طائرة أولمبياد إيرلاينز لنقلهم إلى اليونان. كما استخدمت العديد من السفن التجارية اليونانية من قبل دول غربية أخرى مثل فرنسا والسويد من أجل إجلاء رعاياها من المنطقة نظرا لقربها من اليونان إلى ساحل لبنان.

### آيسلندا
غادر أربعة آيسلنديين بيروت على متن حافلة رتبتها السفارة النرويجية في 16 يوليو 2006. تم إجلاء مجموعة أخرى من ستة كانوا غير قادرين على ركوب الحافلة بعد سوء فهم واضح بواسطة حافلة فنلندية في 17 يوليو 2006. كان من المقرر كذلك أن تنقلهم إلى كوبنهاغن من مطار دمشق الدولي.

### الهند
قامت الهند بإعادة توجيه أربعة من سفنها البحرية (إنز مومباي وإنز براهمابوترا وإنز بيتوا وإنز شاكتي) التي كانت تعود إلى الهند بعد زيارة ودية لمنطقة البحر الأبيض المتوسط إلى لبنان لإجلاء المواطنين الهنود. كانت جميع السفن في محطات المعركة مع البنادق والصواريخ تحسنت تماما. تم اجلاء 49 هنديا بالفعل إلى سوريا بالحافلة. كانت السفن اقتحمت بين بيروت وقبرص لإجلاء الهنود من حيث نقلتهم جوا من الهند. أخلت العملية أيضا الأزواج اللبنانيين من المواطنين الهنود فضلا عن مواطني سري لانكا والنيبال الذين كانوا يعيشون في لبنان.

### أيرلندا
في 17 يوليو غادرت حافلتان تقلان 82 شخصا بيروت إلى عبور الحدود اللبنانية السورية ووصلتا بأمان دمشق حيث طارتا إلى دبي ثم دبلن. كان معظم الركاب من المواطنين الايرلنديين ولكن هناك أيضا عدد قليل من مواطني الاتحاد الأوروبي. 16 ايرلندي قاموا بطريقتهم الخاصة بالسفر إلى دمشق وكانوا ضمن الترتيبات اللازمة لنقل مواطني أيرلندا الذين تم إجلاؤهم إلى دبلن. أعيدت امرأة حامل في الشهر السادس وطفليها إلى دبلن على متن طائرة حكومية. ظل 50 شخص آيرلندي في بيروت. تم نقلهم من لبنان في 20 يوليو.
رفضت الحكومة الايرلندية السماح لطائرات أمريكية تحمل قنابل متجهة إلى إسرائيل لاستخدامها في إعادة الوقود في ايرلندا. تم تحويل الطائرات إلى مطار بريستويك في اسكتلندا مما تسبب في إحراج للحكومة البريطانية.

### إيطاليا
قامت المدمرة الإيطالية دوراند دي لا بيني بإجلاء أكثر من 350 إيطالي من بيروت إلى لارنكا بقبرص يوم الاثنين 17 يوليو 2006. ثم تم نقل المدنيين إلى روما بإيطاليا مع عدد قليل من الرحلات المدنية التي تديرها الخطوط الجوية الإيطالية.

### مولدوفا
بشأن تعليمات الرئيس فلاديمير فورونين شكلت لجنة مشتركة بين الوزارات لمعالجة مسألة إجلاء المواطنين المولدوفيين من لبنان وإسرائيل وقطاع غزة. بحسب وزارة الخارجية والتكامل الأوروبي فإن 27 من أصل 240 مواطنا مولدوفيا يعيشون في لبنان غادروا البلاد اعتبارا من 27 يوليو. يتم الإجلاء الذي بدأ في 18 بمساعدة السلطات الروسية والرومانية والأوكرانية.

### النرويج
أجلت خمس حافلات نحو 150 مواطنا نرويجيا (معظمهم من أصل لبناني) عبر طرابلس إلى دمشق. أجلت السفينة النرويجية هوال ترانسبورتر كاليفورنيا. 200 نرويجي وعدد من الجنسيات الأخرى من بينهم السويديين والفنلنديين والكنديين ومجموعة كبيرة من الأميركيين في فترة ما بعد ظهر يوم 18 يوليو. توجهت السفينة إلى قبرص مع كاليفورنيا. 1200 تم إجلاؤهم على متن الطائرة. كما أفيد عن وجود عدد من المواطنين النرويجيين في جنوب لبنان. يتم إجلاء الأشخاص المعنيين من صور إلى قبرص 20 يوليو.

### الفلبين
هرب العديد من العمال الفلبينيين في الخارج إلى سوريا من حيث نقلوا جوا إلى مانيلا. ساعدت الحكومة الفلبينية في عملية الإجلاء وناشدت الحكومة اللبنانية السماح للعاملين الفلبينيين الملتزمين بالعقد بمواصلة العمل في لبنان للمغادرة.

### رومانيا
وضعت خطط إعادة توطين المواطنين الرومانيين من لبنان على مستوى رفيع استضافه الرئيس الروماني ترايان باسيسكو يوم الأحد 16 يوليو. كان المشاركون في وزارة الشؤون الخارجية ووزارة الدفاع وأجهزة الاستخبارات في دائرة الاستخبارات الرومانية ودائرة المخابرات الخارجية.
وفقا لبيانات وزارة الخارجية في بوخارست كان هناك حوالي 1200 مواطن روماني من السكان والسائحين في لبنان في بداية النزاع. طلب وزير الخارجية الروماني رازفان أونغوريانو من نظيره السوري وليد المعلم مساعدة الرومانيين الذين يعبرون سوريا في طريق عودتهم إلى بلادهم. كلهم معا أكثر من 400 دخلوا سوريا بشكل فردي و 651 آخرين تم إجلائهم من قبل السلطات الرومانية. هم رومانيون ومولدوفانيون ولبنانيون متزوجون من رومانيين ودبلوماسيين أجانب. تم إجلاء 283 على 18 و146 على 19 و 222 على 20. غادرت القوافل التي تحمل العلم الروماني السفارة الرومانية في بيروت في صباح الأيام المذكورة آنفا إلى دمشق حيث غادر اللاجئون جوا إلى مطار هنري كواندا في بوخارست ووصلوا إلى هناك في اليوم التالي بعد ساعات قليلة من منتصف الليل. أفيد بأن إجلاء آخرين ما زال مستمرا لكن وصولهم إلى السفارة معروف بأنه مثقل بتدمير الطرق. لا توجد أية أخبار منذ 21 يوليو.

### روسيا
تم إجلاء 1407 مواطن روسي ومن رابطة الدول المستقلة من قبل إيروفلوت ووزارة حالات الطوارئ الروسية من دمشق واللاذقية وقبرص. على الرغم من تقدير عدد القنصليين الروس لا يوجد ما يزيد عن 100-150 مواطن روسي في لبنان بحلول ذلك الوقت ولا سيما في جنوب البلاد فإن المزيد من رحلات وزارة حالات الطوارئ جلبت مئات الأشخاص إلى ديارهم. قامت رحلات إضافية بإجلاء الرعايا الروس من قطاع غزة (عبر عمان).

### سري لانكا
يبلغ عدد سكان سري لانكا أكثر من 93,000 مواطن في لبنان منهم 86,000 من الإناث يعملن خادمات منازل. توقفت جهود الإجلاء حيث تمكنت نسبة صغيرة فقط من سكان سري لانكا من المغادرة. ساعدت الحكومة الهندية في إجلاء عدة مئات من المواطنين.

### السويد
في 18 يوليو وصل 2,264 من أصل 7,000 مواطن سويدي إلى السويد من لبنان. في 20 يوليو وصل 1500 سويدي آخر إلى السويد ليصبح المجموع 3700. اعتبارا من 24 يوليو يعتقد أن معظم السويديين قد تم إجلاؤهم ويبلغ مجموعهم حوالي 7000 شخص. يعتقد أن نحو 200 مواطن سويدي لم يتمكنوا من مغادرة جنوب لبنان بسبب القصف الشديد.
من بين السويديين الذين تم إجلاؤهم هم المخرج السينمائي جوزيف فارس وشقيقه الممثل فارس فارس الذين كانوا في إجازة في لبنان.

### تركيا
في 24 يوليو رست سفينة نقل عسكرية تابعة للبحرية التركية في بيروت لاخلاء 1200 مواطن تركي. أشرفت عملية إجلاء على مفرزة تابعة للقوات البحرية التركية بينما اصطحب القاربان السفينة نفسها. تم نقل جميع اللاجئين بنجاح إلى تركيا وذكرت وزارة النقل والإمداد التركية أنه لا يوجد مواطنون أتراك آخرون بحاجة إلى الإجلاء الفوري.

### المملكة المتحدة
في مساء يوم 15 يوليو جاءت الأنباء من خلال أن حاملة الطائرات البريطانية إلوستريوس وقوة العمل المرافقة لها ثم رست في جبل طارق كانت تستعد للبخار إلى المنطقة الواقعة قبالة الساحل اللبناني وتأمينها بالقوة إذا لزم الأمر. أكد ذلك لاحقا تأييدا لخطة الحكومة البريطانية (التي أعلن عنها في وقت متأخر من 16 يوليه) لإجلاء المواطنين البريطانيين والكومنولث والاتحاد الأوروبي من لبنان. بحلول 17 يوليو أكدت وزارة الدفاع أن سفينتين تابعتين للبحرية الملكية كانتا بالفعل قبالة سواحل لبنان وهناك أربع سفن أخرى في طريقها.
كانت السفينة اللامعية وبولوارك تبث نحو المنطقة من غرب البحر الأبيض المتوسط ووصلت بحلول ظهر يوم 20 يوليو للمساعدة في عمليات الإجلاء. كانت كل من غلوسستر ويورك موجودتين بالفعل في المنطقة وقد أجلت غلوستر بالفعل 180 مواطنا بريطانيا من بيروت. أيضا الأسطول الملكي مخازن مساعدة سفينة رفا فورت فيكتوريا وتركت الفرقاطة نوع 23 همس سانت ألبانز للمنطقة للمساعدة في عملية الإخلاء. من المتوقع أن يستغرق الإجلاء حوالي أسبوع. أرسلت مجموعة من المروحيات التابعة لسلاح الجو الملكي شينوك من قاعدة سلاح الجو الملكي في أوديهام في هامبشاير في إنجلترا إلى قاعدة سلاح الجو الملكي في أكروتيري في قبرص. من بين الذين تم إجلائهم من بيروت من سلاح الجو الملكي خافيير سولانا مفوض السياسة الخارجية للاتحاد الأوروبي.

### الولايات المتحدة

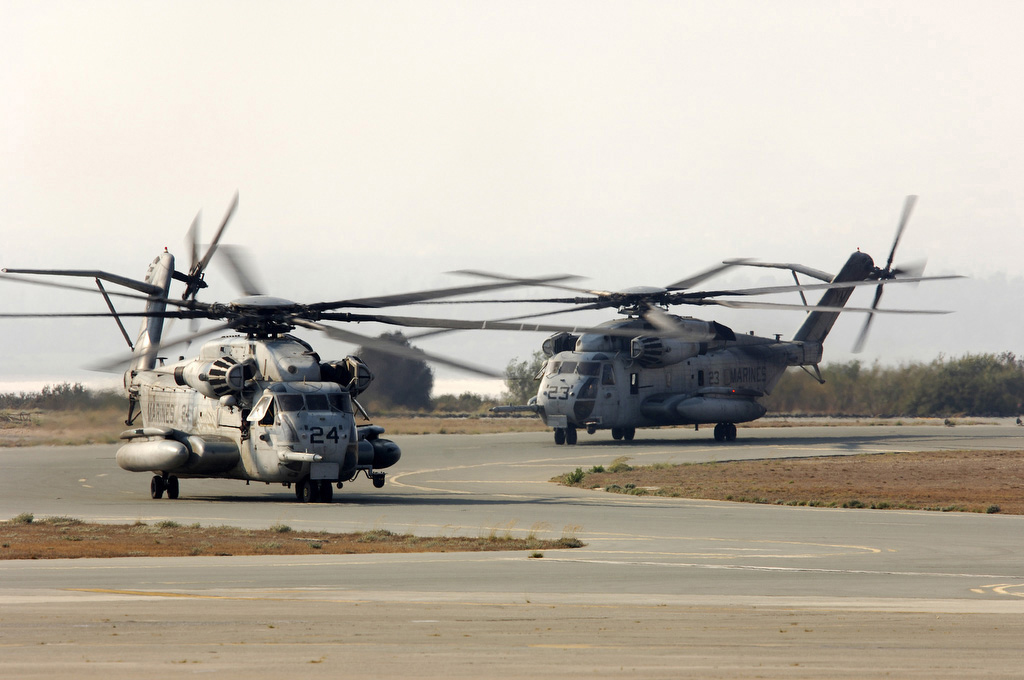
طائرتان تابعتان للبحرية الامريكية تعملان من قبرص تساعدان في اجلاء المواطنين الأمريكيين.

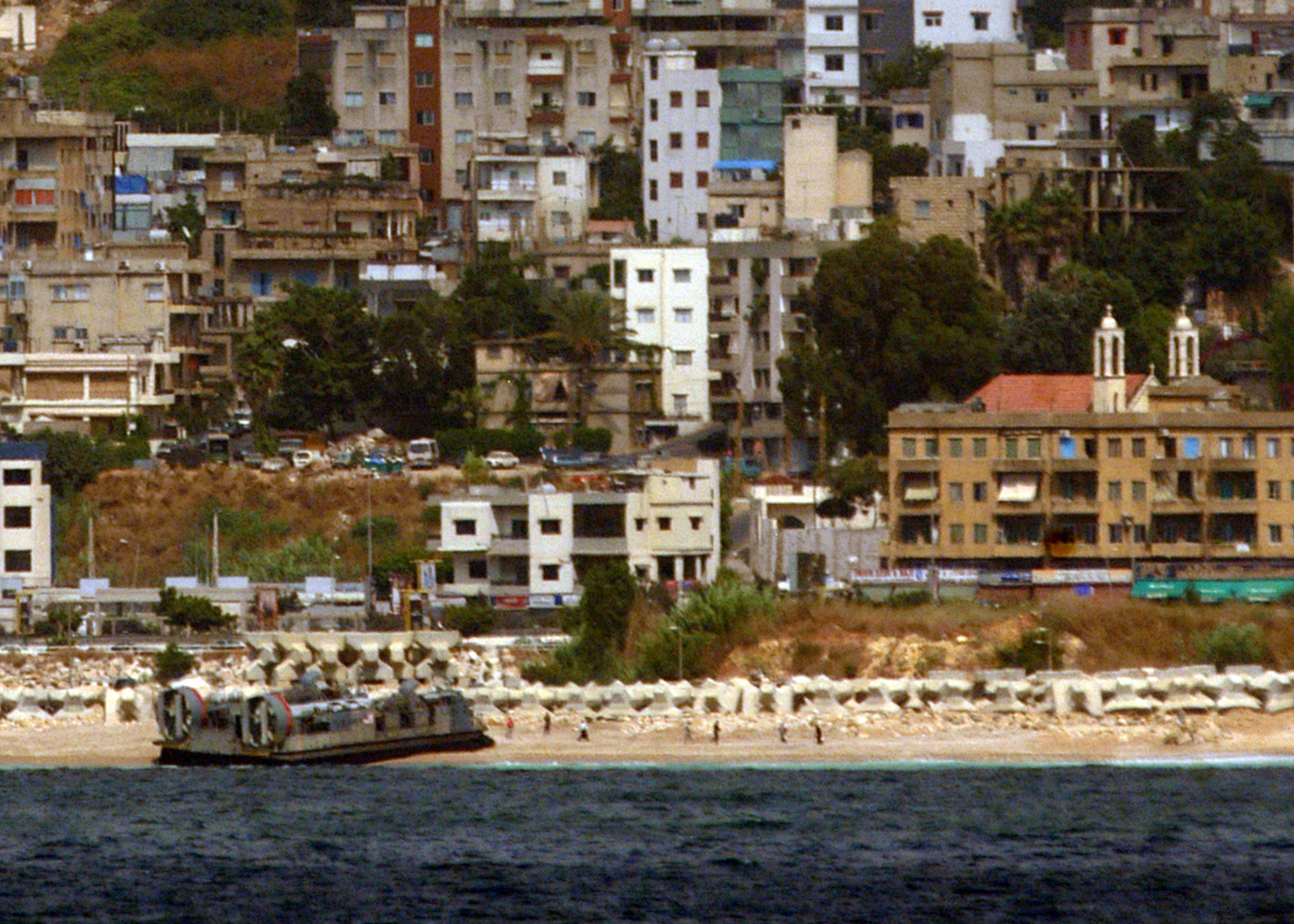
سفينة البحرية الأمريكية على شاطئ لبنان لإجلاء المواطنين الأميركيين.

تقدر الولايات المتحدة أن ما يصل إلى 25,000 مواطن أمريكي في لبنان ولكن العدد الذي تم إجلاؤه أخيرا كان حوالي 15,000. بعد بدء الأعمال العدائية في 12 يوليو 2006 أشارت تقارير إعلامية إلى أن سفن البحرية الأمريكية من مجموعة سترايك إيو جيما يمكن نقلها من التمارين في البحر الأحمر إلى موقع خارجي في لبنان. بعد فترة وجيزة أعلنت الولايات المتحدة وبدأت في تنفيذ خطة لإخلاء رعاياها باستخدام الأصول العسكرية فضلا عن سفينة سياحية مستأجرة وشرق الملكة تحت حراسة جونزاليز وباري. وفقا لقائد البحرية في قوة العمل المشتركة في لبنان / قوة العمل 59 دارين جيمس منذ بدء الأعمال العدائية بين إسرائيل ومقاتلي حزب الله في 12 يوليو 2006 فإن الجسر البحري والجسر الجوي الذي وفرته القيادة المركزية الأمريكية والأوروبية ساعدت أصول القيادة ما يقرب من 15,000 مواطن أمريكي على مغادرة لبنان بأمان في واحدة من أكبر عمليات الإجلاء في التاريخ العسكري الأمريكي. كما أن الأصول التي أطلق عليها اسم تعزيز الأمل وهي أصول تابعة لوزارة الدفاع مثل سويفت كانت مفيدة أيضا في المساعدة في توزيع ملايين الدولارات (من الولايات المتحدة تعهدت بتقديم 230 مليون دولار) للمساعدات الإنسانية للشعب اللبناني. كانت قوة العمل 59 فردا بقيادة الفيلق البحري العميد كارل ب. جنسن أول من وصل إلى منطقة العمليات المشتركة في 16 يوليو حيث أجلت وزارة الدفاع الأميركية 21 مواطنا اميركيا من بيروت بمروحية في أول يوم. في 21 يوليو انتقلت أصول وزارة الدفاع إلى أكثر من 3000 شخص، بذلك بلغ مجموع المواطنين الأمريكيين الذين تم إجلاؤهم هذا الأسبوع إلى أكثر من 6000 شخص. وصل البحارة ومارينز من إيو جيما ومجموعة سترايك المشاة بما في ذلك ناشفيل وجزيرة ويدبي وترينتون ووحدة المشاة البحرية 24 وبدأت باستخدام حاملة الهبوط بالمرافق لنقل المواطنين الأمريكيين الراغبين في مغادرة لبنان بسلام لتجنب الأعمال القتالية. بحلول 24 يوليو انسحب أكثر من 12 ألف مواطن أميركي من لبنان. تم نقل معظم المواطنين الأمريكيين إلى الجزيرة. نقل المسؤوليات العسكرية إلى المنظمة التي ستصبح بقيادة نائب البحرية الأميرالية جون «بومر» ستوفلبيم واصلت مهمة وزارة الدفاع لحماية المواطنين الأمريكيين ودعم السفارة الأمريكية في بيروت ومساعدة الشعب اللبناني من خلال المساعدات الإنسانية وفي مساعدة الجهود المتعددة الجنسيات الرامية إلى تحقيق الاستقرار الإقليمي الدائم.

### أوكرانيا
يوجد في أوكرانيا أكثر من 1200 مواطن محاصرين في لبنان و 379 شخصا تم إجلائهم و 1 قتلوا.

## المعونة الإنسانية والاقتصادية

### الاتحاد الأوروبي
أعلن في 30 يوليو أن المفوضية الأوروبية خصصت 11 مليون يورو (14 مليون دولار أمريكي) في إطار آلية الرد السريع للاتحاد الأوروبي لتمويل نداء من منظمة الهجرة الدولية في محاولة لمساعدة حوالي 10 آلاف مواطن من البلدان النامية في الفرار من لبنان.

### أرمينيا
في 26 يوليو أعلنت أرمينيا أنها سترسل مساعدات إنسانية إلى لبنان. وفقا للحكومة الأرمينية تم تخصيص كمية غير محددة من الأدوية والخيام ومعدات مكافحة الحرائق للسلطات اللبنانية في 27 يوليو. تم شحنها إلى بيروت عبر سوريا في وقت لاحق من اليوم.

### مصر
أمر الرئيس حسني مبارك بإيصال المساعدات الإنسانية إلى لبنان من أجل مساعدة الشعب اللبناني الذي عانى من الهجمات الإسرائيلية. نتيجة لذلك هبطت طائرتان عسكريتان مصريتان في بيروت في 31 يوليو كأول إرسال للمساعدة التي وعدت بها الحكومة المصرية. كانت الطائرة الأولى تحمل إمدادات طبية وغذائية بينما حملت الطائرة الثانية إضافة إلى المساعدات الإنسانية والمعدات الأساسية وأول أفراد بحاجة إلى بناء مستشفى عسكري ميداني أمرت الحكومة المصرية بنائه كهدية إلى الشعب اللبناني. سيتم تجهيز هذا المستشفى من قبل حوالي 100 طبيب وغيرهم من المهنيين الطبيين.

### فنلندا
أعلن في 30 يوليو أن الحكومة الفنلندية قد تعهدت بمنح 1,5 مليون يورو (1,9 مليون دولار) لإغاثة طارئة للبنان.

### فرنسا
أعلن في 30 يوليو أن الحكومة الفرنسية تعهدت بتقديم 17,5 مليون يورو (22,4 مليون دولار) كمساعدات وأنها تعد مليون يورو (1,3 مليون دولار) من المعونة الغذائية. كما يتم إرسال قارب إلى لبنان بتمويل من التبرعات الخاصة والمساعدة الحكومية.

### اليونان
أعلن في 30 يوليو أن الحكومة اليونانية سترسل 20,000 جرعة من المضادات الحيوية فضلا عن المساعدات الطبية المختلفة للبنان. في 31 يوليو هبط أول إرسال للمساعدات الإنسانية من اليونان إلى لبنان في مطار لارنكا القبرصي وفقا لنائب وزير الخارجية إفريبيديس ستيليانيديس. ستنقل هذه المساعدات إلى سفينة يونانية ترسو على مرفأ لارنكا لنقلها إلى بيروت. تشمل المساعدات اليونانية تسعة أطنان من اللوازم الطبية والفراش والخيام التي طلبتها الحكومة اللبنانية من الاتحاد الأوروبي. قال ستيليانيديس: «قامت المساعدات اليونانية بتعبئة جميع المنظمات غير الحكومية المشاركة في المساعدات الإنسانية والوزارات المناسبة».

### المجر
تعهدت المجر بتقديم مساعدات إنسانية قيمتها 6 ملايين فورنت (حوالي 28047 دولار) إلى لبنان في 25 يوليو. قال المتحدث باسم وزارة الخارجية المجرية فيكتور بولغار: «إن المساعدات تتكون من المواد الغذائية الأساسية والأطفال والمكملات الغذائية والأدوية ومواد الرعاية الأولية التي يحتاجها الأطباء».

### أيرلندا
أعلن في 30 يوليو أن حكومة جمهورية أيرلندا تعهدت بتقديم مليون يورو (1,3 مليون دولار) من المساعدة الغوثية إلى لبنان والأراضي الفلسطينية.

### الأردن
على الرغم من إدانته لحزب الله فإن الأردن يدعم لبنان بمساعدة. كما أمر الملك عبد الله الثاني بن الحسين طائرات الإغاثة بالوصول إلى مطار بيروت الدولي وبعضها يحتوي على عدة أطنان من المواد الغذائية والإمدادات الطبية لتقديم المساعدة إلى اللبنانيين والبعض الآخر بمستشفى ميداني مجهز. رافقت فرق من القوة الهندسية الملكية الطائرة لإعادة فتح مطار بيروت. بلغ عدد الطائرات سبعة منذ 29 يوليو. قال فيصل الفايز ان انطباع الشعب اللبناني عن افتتاح المستشفى الميداني كبير مشيرا إلى أن وزير التربية والتعليم العالي اللبناني خالد قباني افتتح المستشفى الميداني حيث بدأ العمل على تخفيف معاناة الإخوة اللبنانيين ومعاملة ضحايا العدوان الإسرائيلي.
ومع ذلك هناك أيضا تقارير تفيد بأن بعض المساعدات المقدمة من الأردن إلى جانب عروض المساعدة الطبية قد تحجب عن بعض المواطنين اللبنانيين احتجاجا على رد الحكومة الأردنية تجاه الهجمات على لبنان. تفيد تقارير أخرى أيضا بأن الدواء الذي أرسله الأردن سرق ثم بيع من قبل أفراد حركة أمل حسب ادعاء المسؤولون اللبنانيون.
ربما لعبت معاهدة السلام بين الأردن وإسرائيل دورا هاما في المبادرة الأردنية لإرسال طائرات الإغاثة في الواقع فإن دولا مثل الإمارات العربية المتحدة تستفيد من ذلك باستخدام مطار عمان كوسيلة لإرسال طائرات الإغاثة الخاصة بها إلى لبنان ذلك لأن الأردن فتح ممر جوي آمن بين لبنان والأردن لاستخدامه في إرسال المعونة.
أقامت محطة تيليثون التلفزيونية حفلا لجمع المساعدات لللبنانيين والفلسطينيين.

### الكويت
تبرعت الكويت بمبلغ 300 مليون دولار لإعادة الإعمار بالإضافة إلى تبرع سابق بقيمة 20 مليون دولار. كما قدمت الكويت 500 مليون دولار لإيداعها في البنك المركزي اللبناني.

### المغرب
أرسل المغرب مساعدات إنسانية إلى لبنان بقيمة 6 ملايين درهم مغربي (700,000 دولار). كما منح المغرب 5 ملايين دولار للإغاثة.

### المملكة العربية السعودية
وعد الملك السعودي عبد الله بن عبد العزيز آل سعود بمنح 1.5 مليار دولار للبنان لدفع ثمن إعادة الإعمار.

### سوريا
في ذروة الأزمة سعى نحو 180,000 شخص إلى إقامة مؤقتة في العاصمة السورية دمشق وحولها. قدمت شبكة أغا خان للتنمية وشركتها التابعة للاستجابة للطوارئ فوكوس المساعدة الإنسانية الإغاثة الإنسانية الفورية استجابة للصراع وإنشاء مركز صحة الأم والطفل في حرم جامعة دمشق الذي يوفر الرعاية الطبية المتخصصة والصيدلية ومركز للرعاية النهارية للأطفال الصغار. استوعب هذا المرفق 1300 نازح غالبيتهم من الأمهات والأطفال الصغار. بالتعاون مع مفوض الأمم المتحدة السامي لشؤون اللاجئين أنشأت أكدن وفوكوس مستودعات لتوزيع الإغاثة في مواقع رئيسية في طرطوس وحمص والسلمية. كما أشرفت الوكالات على تسجيل المشردين وتحديد خصائصهم وتوزيع المواد غير الغذائية. علاوة على ذلك تم تعبئة أكثر من 100 متطوع من المجتمع المحلي لتقديم الدعم اللوجستي الأساسي لبرنامج الأغذية العالمي التابع للأمم المتحدة. قام المتطوعون بتوزيع مواد الإغاثة بما في ذلك مستلزمات النظافة والأغطية البلاستيكية والبطاطين والفرش وأواني الطبخ ومياه الشرب المأمونة والبسكويت عالي الطاقة لمساعدة الأسر أثناء النزاع وأيضا على عودتهم إلى لبنان.

### تركيا
بالتوازي مع شحنات المساعدات التي أرسلها الفلسطينيون في 19 يوليو و 27 يوليو أعلن الهلال الأحمر في 31 يوليو عن إرسال شاحنتين تحملان مساعدات طبية ومواد غذائية وأدوات مطبخ من تركيا إلى لبنان.

### الإمارات العربية المتحدة
في 25 يوليو تعهدت الإمارات العربية المتحدة بتقديم 20 مليون دولار لبرنامج الأمم المتحدة لإغاثة لبنان. أجرت الإمارات العربية المتحدة تيليثون بثت مباشرة على مختلف قنوات دبي والإمارات. واصلت الإمارات إرسال المساعدات عبر مطار الملكة علياء الدولي في الأردن.

### المملكة المتحدة
أعلن في 30 يوليو أن الحكومة البريطانية قد تعهدت بتقديم 2.2 مليون جنيه استرليني إضافي (4.1 مليون دولار) مع الالتزام البريطاني الإجمالي ب 5 ملايين جنيه استرليني (9.4 مليون دولار).

### الولايات المتحدة
بالإضافة إلى مبلغ 230 مليون دولار تعهدت واشنطن بتقديمه في مؤتمر عقد في أغسطس في ستوكهولم بلغت التبرعات والمنح 770 مليون دولار من الولايات المتحدة.
أعدت كنيسة يسوع المسيح لقديسي الأيام الأخيرة (ومقرها في يوتا) شحنة طائرة من المساعدات ليتم إرسالها إلى لبنان كما اجتمع طلب من ماجن ديفيد أدوم ل 50,000 دولار لاستخدامها في «برنامج خدمات الدم واستجابة الإسعاف ودعم الاحتياجات الفردية للأسرة».